# Listă de țări în care engleza este limbă oficială
În următoarele țări limba engleză este limbă oficială:
Africa de Sud, Antigua și Barbuda, Australia, Bahamas, Barbados, Belize, Botswana, Camerun, Dominica, Fiji, Filipine, Gambia, Ghana, Grenada, Guyana, India, Insulele Falkland, Insulele Marshall, Insulele Solomon, Irlanda, Jamaica, Kenya, Kiribati, Lesotho, Liberia, Malaysia, Malta, Marea Britanie, Mauritius, Micronezia, Montserrat, Namibia, Nauru, Nigeria, Noua Zeelandă, Pakistan, Palau, Papua Noua Guinee, Ruanda, Samoa, Sfântul Cristofor și Nevis, Sfântul Vicențiu și Grenadine, Sfânta Lucia, Sierra Leone, Singapore, Statele Unite ale Americii, Sudan, Swaziland, Tanzania, Tonga, Trinidad și Tobago, Tuvalu, Uganda, Vanuatu, Zambia, Zimbabwe.

## Cazul SUA
Deși Statele Unite ale Americii apar în lista cu limba engleză ca limbă oficială, în fapt din cele 50 de state componente, numai 31 au, prin lege, ca limbă oficială engleza, și anume:
Alabama (1990); Alaska (1998); Arizona (2006); Arkansas (1987); California (1986); Colorado (1988); Florida (1988); Georgia (1986, 1996); Hawaii (1978); Idaho (2007); Illinois (1969); 8Indiana (1984); Iowa (2002); Kansas (2007); Kentucky (1984); Louisiana (1807); Massachusetts (1975); Mississippi (1987); Missouri (2008), Montana (1995); Nebraska (1920), New Hampshire (1995); North Carolina (1987); North Dakota (1987); Oklahoma (2010); South Carolina (1987); Tennessee (1984); Utah (2000); Virginia (1981, 1996); Wyoming (1996).